# Demi-brigade

## France

### 1791-1803
La demi-brigade — où demi- est un élément préfixé invariable — est une unité militaire créée en France, lors de l'amalgame militaire de 1793, pour remplacer le régiment, qui possède, alors, une connotation royaliste. Le règlement de 1794 remplace les anciennes unités à deux bataillons par des « demi-brigades » à trois bataillons censées assurer la qualité de l'armée puisqu'on y pratique l'amalgame entre deux bataillons de volontaires et un de militaires professionnels de l'ancienne armée royale.
Il y a à l'origine 198 demi-brigades mais devant la fonte des effectifs, on décide en 1796 de fusionner ces demi-brigades incomplètes par deux, dans de nouvelles « demi-brigades », qui sont renommés régiments en 1803.

### XXesiècle
Les demi-brigades réapparaissent dans les années 1920, pour regrouper les bataillons formant corps. Ainsi, les bataillons de chasseurs à pied, les bataillons de chasseurs alpins et les bataillons de chasseurs mitrailleurs sont regroupés en demi-brigades de trois bataillons. Les bataillons alpins de forteresse, créés en 1935, suivent également ce regroupement en demi-brigades.
Les demi-brigades deviennent également des unités de circonstance regroupant deux à quatre bataillons divers. En 1939, est ainsi formée la 363e demi-brigade d'infanterie, qui regroupe quatre bataillons formant corps défendant la Corse. De même, les bataillons de chars de combat des divisions cuirassées formées en 1940 sont regroupés en demi-brigades lourdes et légères (selon le type de chars).
Des demi-brigades continuent d'être organisée dans les années 1940, notamment à la Légion étrangère.
En 1947, les groupements d'infanterie sont réorganisés autour d'une demi-brigade de trois bataillons d'infanterie et un bataillon de commandement.
La dernière unité française portant le nom de demi-brigade est la 13e demi-brigade de la Légion étrangère.

## Pologne
Durant la Deuxième République, des demi-brigades (polonais: Półbrygady) ont été organisées, en 1927, dans les rangs du Korpus Ochrony Pogranicza (KOP - Corps de Protection des Frontières) ainsi que des unités de défense nationale (pl) à partir de 1937.